# Fleury (Mancha)
Fleury é uma comuna francesa na região administrativa da Normandia, no departamento Mancha. Estende-se por uma área de 12,68 km². Em 2010 a comuna tinha 1 063 habitantes (densidade: 83,8 hab./km²).